# Taipei chinois aux Jeux paralympiques d'été de 2016
Taïwan, sous le nom de Taipei chinois, participe aux Jeux paralympiques de 2016 à Rio de Janeiro au Brésil. Il s'agit de sa 7e participation à des Jeux d'été.

## Athlètes

### Délégation
- Yang Chuan-hui (athlétisme)
- Liu Ya-ting (athlétisme)
- Lin Ya-hsuan (haltérophilie)
- Lin Tzu-hui (haltérophilie)
- Chang You (judo)
- Lee Kai-lin (judo)
- Lu Chia-yi (tennis)
- Cheng Ming-chih (tennis de table)
- Lin Yen-hung (tennis de table)
- Lu Pi-chun (tennis de table)
- Wei Mei-hui (tennis de table)
- Tseng Lung-hui (tir à l'arc)
- Lee Yun-hsien (tir à l'arc)

### Athlètes médaillés
Cheng Ming-chih et Lin Yen-hung sont médaillés d'argent du tournoi de tennis de table par équipe hommes.
Lin Tzu-hui est médaillée de bronze en force athlétique.